# Lijst van gemeentelijke monumenten in Epe
De gemeente Epe heeft 79 gemeentelijke monumenten. Hieronder een overzicht. 

## Emst
De plaats Emst kent 10 gemeentelijke monumenten:
| Object                                | Bouwjaar | Architect | Locatie                       | Coördinaten                   | Nr.     | Afbeelding                            |
| ------------------------------------- | -------- | --------- | ----------------------------- | ----------------------------- | ------- | ------------------------------------- |
| Boerderij met rieten dak              |          |           | Brinkerweg 36                 | 52° 18' 59" NB, 5° 59' 51" OL | 0232/32 | Boerderij met rieten dak              |
| Boerderij met rieten wolfsdak         |          |           | Hertenkampweg 37              | 52° 18' 18" NB, 5° 56' 21" OL | 0232/48 | Boerderij met rieten wolfsdak         |
| Voorgevel molenaarswoning             |          |           | Hoofdweg 70                   | 52° 19' 5" NB, 5° 58' 35" OL  | 0232/26 | Voorgevel molenaarswoning             |
| Schaapskooi                           |          |           | Korte Laarstraat/hoek Eperweg | 52° 19' 42" NB, 5° 58' 53" OL | 0232/73 | Schaapskooi                           |
| Boerderij veestal 2 hooibergen        |          |           | Lage Veenweg 9                | 52° 19' 49" NB, 5° 56' 6" OL  | 0232/57 | Boerderij veestal 2 hooibergen        |
| Keuterboerderij met wolfsdak          |          |           | Lage Veenweg 13               | 52° 19' 48" NB, 5° 55' 54" OL | 0232/58 | Keuterboerderij met wolfsdak          |
| Meesterswoning met lindebomen         |          |           | Oranjeweg 114                 | 52° 18' 50" NB, 5° 53' 45" OL | 0232/62 | Meesterswoning met lindebomen         |
| Schoolgebouw                          |          |           | Oranjeweg 116                 | 52° 18' 49" NB, 5° 53' 43" OL | 0232/63 | Schoolgebouw                          |
| Boerderij met rieten dak en zomerhuis |          |           | Weteringdijk 89               | 52° 18' 27" NB, 6° 1' 11" OL  | 0232/71 | Boerderij met rieten dak en zomerhuis |
| Boerderij "'t Hul"                    | 1851     |           | Weteringdijk 97               | 52° 18' 18" NB, 6° 1' 6" OL   | 0232/27 | Boerderij "'t Hul"                    |

## Epe
De plaats Epe kent 31 gemeentelijke monumenten:
| Object                                 | Bouwjaar | Architect | Locatie                | Coördinaten                   | Nr.       | Afbeelding                             |
| -------------------------------------- | -------- | --------- | ---------------------- | ----------------------------- | --------- | -------------------------------------- |
| Herenhuis "Vijvervreugd"               |          |           | Beekstraat 1           | 52° 20' 52" NB, 5° 58' 59" OL | 0232/25   | Herenhuis "Vijvervreugd"               |
| Villa met gemetselde serre             |          |           | Beekstraat 7-11        | 52° 20' 52" NB, 5° 58' 52" OL | 0232/30   | Villa met gemetselde serre             |
| Woonhuis voor en achterhuis            |          |           | Beekstraat 14          | 52° 20' 54" NB, 5° 58' 58" OL | 0232/29   | Woonhuis voor en achterhuis            |
| Woonhuis met fraai dakoverstek         |          |           | Brinklaan 35           | 52° 20' 48" NB, 5° 59' 18" OL | 0232/33   | Woonhuis met fraai dakoverstek         |
| Landbouwschuur met rieten wolfdak      |          |           | Dijkhuizerweg 29       | 52° 21' 18" NB, 6° 0' 49" OL  | 0232/35   | Meer afbeeldingen                      |
| Woning met serre                       |          |           | Dwarsweg 1             | 52° 20' 58" NB, 5° 59' 14" OL | 0232/40   | Woning met serre                       |
| Boerderij                              |          |           | Le Chevalierlaan 1     | 52° 21' 17" NB, 5° 55' 23" OL | 0232/2    | Boerderij                              |
| Herenhuis "het oude huis" met schuur   |          |           | Le Chevalierlaan 3     | 52° 21' 15" NB, 5° 55' 20" OL | 0232/3    | Herenhuis "het oude huis" met schuur   |
| Boerderij met kookhuis en schuur       |          |           | Le Chevalierlaan 11    | 52° 21' 5" NB, 5° 55' 12" OL  | 0232/4    | Boerderij met kookhuis en schuur       |
| Landarbeiderswoning met schuur         |          |           | Ledderweg 16           | 52° 20' 2" NB, 5° 59' 47" OL  | 0232/22   | Landarbeiderswoning met schuur         |
| Voormalig gemeentehuis                 |          |           | Markt 5                | 52° 20' 51" NB, 5° 59' 7" OL  | 0232/59   | Voormalig gemeentehuis                 |
| Boerderij met rieten wolfsdak          |          |           | Molenweg 47            | 52° 20' 43" NB, 5° 55' 15" OL | 0232/61   | Boerderij met rieten wolfsdak          |
| Boerdij Anna's hoeve                   |          |           | Molenweg 80            | 52° 20' 44" NB, 5° 55' 48" OL | 0232/1    | Boerdij Anna's hoeve                   |
| Bijgebouw / theehuis                   |          |           | Nieuw Tongerenseweg 4  | 52° 21' 43" NB, 5° 54' 32" OL | 0232/78   | Bijgebouw / theehuis                   |
| Schoolgebouw (gedeeltelijk beschermd)  |          |           | Oenerweg 12            | 52° 20' 47" NB, 5° 59' 38" OL | 0232/75   | Schoolgebouw (gedeeltelijk beschermd)  |
| Maalderij                              |          |           | Paasvuurweg 7a         | 52° 21' 7" NB, 5° 59' 21" OL  | 0232/76   | Maalderij                              |
| Dubbel woonhuis                        |          |           | Parkweg 22             | 52° 21' 1" NB, 5° 59' 14" OL  | 0232/64   | Dubbel woonhuis                        |
| Boerderij met zomerhuis en lindenbomen |          |           | Rozenkampweg 3         | 52° 20' 23" NB, 6° 1' 14" OL  | 0232/65   | Boerderij met zomerhuis en lindenbomen |
| Villa met serre                        |          |           | Sint Antonieweg 1      | 52° 21' 2" NB, 5° 59' 16" OL  | 0232/28   | Villa met serre                        |
| Dubbel woonhuis                        |          |           | Sint Antonieweg 2      | 52° 21' 1" NB, 5° 59' 15" OL  | 0232/64.1 | Dubbel woonhuis                        |
| Spoorweghuisje                         |          |           | Spoorlaan 1            | 52° 21' 14" NB, 5° 59' 18" OL | 0232/5    | Spoorweghuisje                         |
| Woonhuis                               |          |           | Stationsstraat 13      | 52° 20' 52" NB, 5° 59' 14" OL | 0232/66   | Woonhuis                               |
| Villa met koetshuis                    |          |           | Stationsstraat 15      | 52° 20' 52" NB, 5° 59' 14" OL | 0232/67   | Villa met koetshuis                    |
| Villa met verdieping                   |          |           | Stationsstraat 17      | 52° 20' 52" NB, 5° 59' 15" OL | 0232/68   | Villa met verdieping                   |
| Eper gemeentewoning                    |          |           | Stationsstraat 25      | 52° 20' 52" NB, 5° 59' 19" OL | 0232/21   | Eper gemeentewoning                    |
| Voormalige pastorie met serre          |          |           | Stationsstraat 27      | 52° 20' 52" NB, 5° 59' 21" OL | 0232/69   | Voormalige pastorie met serre          |
| Rietveld woning                        |          |           | Stenenkomweg 7         | 52° 22' 13" NB, 5° 54' 29" OL | 0232/79   | Rietveld woning                        |
| Herenhuis "Kolthove"                   |          |           | Tongerenseweg 118      | 52° 21' 5" NB, 5° 57' 51" OL  | 0232/24   | Herenhuis "Kolthove"                   |
| Boerderijen met mestopslag             |          |           | Tongerenseweg 124-126  | 52° 21' 8" NB, 5° 57' 48" OL  | 0232/82   | Boerderijen met mestopslag             |
| Koetsiershuis met tuinmanshuis         |          |           | Tongerenseweg Zuid 213 | 52° 21' 20" NB, 5° 56' 23" OL | 0232/70   | Koetsiershuis met tuinmanshuis         |
| Woonhuis                               |          |           | Woldbergweg 4          | 52° 22' 40" NB, 5° 54' 28" OL | 0232/74   | Woonhuis                               |

## Oene
De plaats Oene kent 20 gemeentelijke monumenten:
| Object                                      | Bouwjaar | Architect | Locatie             | Coördinaten                  | Nr.     | Afbeelding                                  |
| ------------------------------------------- | -------- | --------- | ------------------- | ---------------------------- | ------- | ------------------------------------------- |
| Boerderij met woonhuis en hooiberg          |          |           | Donselaarsweg 6     | 52° 20' 39" NB, 6° 2' 46" OL | 0232/36 | Boerderij met woonhuis en hooiberg          |
| Kosterswoning                               |          |           | Dorpsstraat 3       | 52° 20' 38" NB, 6° 2' 51" OL | 0232/37 | Kosterswoning                               |
| Woonhuis "Lindenoord"                       |          |           | Dorpsstraat 18      | 52° 20' 36" NB, 6° 2' 53" OL | 0232/38 | Woonhuis "Lindenoord"                       |
| Villa met asymmetrische gevel               |          |           | Dorpsstraat 22      | 52° 20' 36" NB, 6° 2' 54" OL | 0232/39 | Villa met asymmetrische gevel               |
| Boerderij "de Trappenberg"                  |          |           | Eperweg 2           | 52° 20' 42" NB, 6° 2' 49" OL | 0232/42 | Boerderij "de Trappenberg"                  |
| Voormalige pastorie                         |          |           | Eperweg 29/31       | 52° 20' 46" NB, 6° 2' 38" OL | 0232/43 | Voormalige pastorie                         |
| Boerderij met rieten wolfsdak en zomerhuis  |          |           | Eperweg 44          | 52° 20' 51" NB, 6° 2' 17" OL | 0232/44 | Boerderij met rieten wolfsdak en zomerhuis  |
| Boerderij met zomerhuis                     |          |           | Horthoekerweg 27    | 52° 20' 27" NB, 6° 2' 49" OL | 0232/49 | Boerderij met zomerhuis                     |
| Boerderij "Zuidwijk" en bakhuis             |          |           | Horthoekerweg 29    | 52° 20' 24" NB, 6° 2' 45" OL | 0232/50 | Boerderij "Zuidwijk" en bakhuis             |
| Boerderij "De Morgen" zomerhuis veestalling |          |           | Horthoekerweg 36    | 52° 20' 19" NB, 6° 2' 39" OL | 0232/51 | Boerderij "De Morgen" zomerhuis veestalling |
| Boerderij                                   |          |           | Horthoekerweg 40    | 52° 20' 10" NB, 6° 2' 36" OL | 0232/19 | Boerderij                                   |
| Boerderij                                   |          |           | Houtweg 34          | 52° 20' 48" NB, 6° 3' 9" OL  | 0232/16 | Boerderij                                   |
| Boerderij met aan noordzijde schuur         |          |           | Houtweg 53          | 52° 21' 12" NB, 6° 3' 47" OL | 0232/17 | Boerderij met aan noordzijde schuur         |
| Boerderij met een schuur                    |          |           | Houtweg 74          | 52° 21' 22" NB, 6° 4' 36" OL | 0232/18 | Boerderij met een schuur                    |
| Boerderij met voorhuis                      |          |           | Huttenbosweg 3      | 52° 20' 54" NB, 6° 1' 59" OL | 0232/52 | Boerderij met voorhuis                      |
| Boerderij "Jacoba's Hoeve"                  |          |           | Klaterstraat 10     | 52° 20' 37" NB, 6° 3' 21" OL | 0232/55 | Boerderij "Jacoba's Hoeve"                  |
| Boerderij met rieten dak                    |          |           | Klaterstraat 11     | 52° 20' 39" NB, 6° 3' 6" OL  | 0232/56 | Boerderij met rieten dak                    |
| 3 diaconie woningen onder 1 dak             |          |           | Marktstraat 4-6     | 52° 20' 39" NB, 6° 2' 49" OL | 0232/60 | 3 diaconie woningen onder 1 dak             |
| Boerderij                                   | 1851     |           | Middelbeekseallee 1 | 52° 20' 4" NB, 6° 2' 33" OL  | 0232/14 | Boerderij                                   |
| Boerderij "De Middelbeek"                   |          |           | Weteringdijk 3/3a   | 52° 19' 55" NB, 6° 2' 20" OL | 0232/72 | Meer afbeeldingen                           |

## Vaassen
De plaats Vaassen kent 18 gemeentelijke monumenten:
| Object                                            | Bouwjaar | Architect | Locatie               | Coördinaten                   | Nr.     | Afbeelding                                 |
| ------------------------------------------------- | -------- | --------- | --------------------- | ----------------------------- | ------- | ------------------------------------------ |
| Boerderij met een schuur                          |          |           | Bokkerijweg 11        | 52° 16' 55" NB, 6° 1' 11" OL  | 0232/10 | Boerderij met een schuur                   |
| R.K. pastorie                                     | 1878     |           | Deventerstraat 89     | 52° 17' 29" NB, 5° 58' 48" OL | 0232/13 | Meer afbeeldingen                          |
| R.K. Martinuskerk                                 | 1917     | Kroes     | Deventerstraat 98     | 52° 17' 27" NB, 5° 58' 46" OL | 0232/12 | Meer afbeeldingen                          |
| Herenhuis met hek                                 |          |           | Deventerstraat 112    | 52° 17' 27" NB, 5° 59' 2" OL  | 0232/8  | Herenhuis met hek                          |
| Boerderij                                         |          |           | Deventerstraat 141    | 52° 17' 36" NB, 5° 59' 40" OL | 0232/9  | Boerderij                                  |
| Sluiswachterswoning met nabijgelegen sluis        |          |           | Deventerstraat 159    | 52° 17' 53" NB, 5° 59' 56" OL | 0232/34 | Sluiswachterswoning met nabijgelegen sluis |
| Keuterboerderij met wolfsdak                      |          |           | Eierstreekweg 26      | 52° 16' 54" NB, 5° 58' 40" OL | 0232/41 | Keuterboerderij met wolfsdak               |
| Boerderij "Geelmolen"                             | 1911     |           | Elspeterweg 42        | 52° 17' 12" NB, 5° 56' 36" OL | 0232/7  | Boerderij "Geelmolen"                      |
| Boerderij met zomerhuis                           |          |           | Gatherweg 11          | 52° 16' 50" NB, 6° 2' 24" OL  | 0232/45 | Boerderij met zomerhuis                    |
| Boerderij voorhuis en achterhuis                  |          |           | Gatherweg 38          | 52° 16' 18" NB, 6° 2' 19" OL  | 0232/46 | Boerderij voorhuis en achterhuis           |
| Daams' molen                                      | 1870     |           | Jan Mulderstraat 18   | 52° 17' 18" NB, 5° 58' 14" OL | 0232/77 | Meer afbeeldingen                          |
| Molenaarswoning met schuur                        |          |           | Jan Mulderstraat 20   | 52° 17' 18" NB, 5° 58' 15" OL | 0232/80 | Molenaarswoning met schuur                 |
| Boerderij voor achter varkensschuur               |          |           | Jonasweg 59/61        | 52° 17' 8" NB, 5° 59' 36" OL  | 0232/53 | Boerderij voor achter varkensschuur        |
| Vaassense Sluis: sluis, loopbrug en houten deuren |          |           | Kanaalweg bij 81      | 52° 17' 53" NB, 5° 59' 58" OL | 0232/54 | Meer afbeeldingen                          |
| Nederlands Hervormde Kerk m.u.v. de toren         | 1853     |           | Marktplein 7          | 52° 17' 19" NB, 5° 58' 5" OL  | 0232/11 | Meer afbeeldingen                          |
| Cannenburger Molen: huis, bedrijf, watermolen     |          |           | Prins Bernhardlaan 7  | 52° 17' 34" NB, 5° 58' 2" OL  | 0232/6  | Meer afbeeldingen                          |
| Boerderij en zomerhuis met stalling               |          |           | Prins Bernhardlaan 36 | 52° 17' 35" NB, 5° 57' 40" OL | 0232/31 | Boerderij en zomerhuis met stalling        |
| Station Vaassen                                   | 1887     |           | Stationsstraat 98     | 52° 17' 19" NB, 5° 58' 26" OL | 0232/81 | Station Vaassen                            |

Aalten · 
Apeldoorn · 
Arnhem · 
Barneveld · 
Berkelland · 
Beuningen · 
Bronckhorst · 
Brummen · 
Buren · 
Culemborg · 
Doesburg · 
Doetinchem · 
Druten · 
Duiven · 
Ede · 
Elburg · 
Epe · 
Ermelo · 
Groesbeek · 
Harderwijk · 
Hattem · 
Heerde · 
Heumen · 
Lingewaard · 
Lochem · 
Maasdriel · 
Montferland · 
Neder-Betuwe · 
Nijkerk · 
Nijmegen · 
Nunspeet · 
Oldebroek · 
Oost Gelre · 
Oude IJsselstreek · 
Overbetuwe · 
Putten · 
Renkum · 
Rheden · 
Rozendaal · 
Scherpenzeel · 
Tiel · 
Ubbergen · 
Voorst · 
Wageningen · 
West Betuwe · 
West Maas en Waal · 
Westervoort · 
Wijchen · 
Winterswijk · 
Zaltbommel · 
Zevenaar · 
Zutphen